# 姚云升
姚云升，山东潍县（今山东潍坊）人，清朝政治人物。
道光六年（1826年），姚云升中式丙戌科进士。曾于道光十年（1830年）七月署江苏金山县知县一职，八月去职，由蒋封岐接任。